# Caltha novae-zelandiae
Caltha novae-zelandiae är en ranunkelväxtart som beskrevs av Joseph Dalton Hooker. Caltha novae-zelandiae ingår i släktet kabblekor, och familjen ranunkelväxter. Inga underarter finns listade i Catalogue of Life.